# یاسوشی آکوتاگاوا
یاسوشی آکوتاگاوا (انگلیسی: Yasushi Akutagawa؛ ۱۲ ژوئیهٔ ۱۹۲۵ – ۳۱ ژانویهٔ ۱۹۸۹) یک آهنگساز اهل ژاپن بود. از جمله آثار ساخته‌شده توسط وی می‌توان به بچه‌های مدرسه والت اشاره‌نمود.